# 咆哮女郎巴明欣
《咆哮女郎巴明欣》（日语：巴がゆく!）為日本漫畫家田村由美的漫畫作品，1987年12月至1990年6月連載於小學館漫畫雜誌《別冊少女Comic》，亦有改編為兩卷OVA動畫。

## 簡介
身手敏捷的少女巴明欣，為了心上人東條伊織而戰，協助其粉碎財團的犯罪陰謀，並與舊情人上總為敵，是以80年代末的日本都市為背景，具備動作冒險要素的三角戀愛故事。

## 登場人物

### 主要角色
巴明欣(王島 巴，おうじま ともえ，Oujima Tomoe，配音員：山本百合子)
17歲，黑道世家的千金，直排輪高手，綽號「高速公路上的咆哮女郎」，性格敢愛敢恨、勇往直前。失意時進入了東條財團經營的特技演員學校「綠之船」，在發現學校與愛慕的教官冰室上總的殘酷真面目後，幫助想整頓東條財團的伊織對抗陰謀險阻。日文原名典故是日本古代知名的女武將，源義仲的小妾「巴御前」，原文中其綽號也是「首都高速公路的巴御前」。
東條伊織(東条 伊織，とうじょう いおり，Toujou Iori，配音員：井上和彥，少年時期：萩森順子)
19歲，原從母姓三島，是大財閥東條家家主的私生子，母親亡故，在陽光寺長大，擅長弓道，生父臨終前迎其回來作為東條集團的繼承人。外表溫文儒雅、沉著冷靜，內心卻有著激昂的一面。飼養的愛犬名為「風丸」。為悄悄陪在明欣身旁，伊織變裝為性格完全相反的輕浮男子「義仲」，典故取自巴御前與之並肩作戰的夫婿源義仲。
冰室上總(氷室上総，ひむろ かずさ，Himuro Kazusa，配音員：廣中雅志)
精通戰鬥技能的資深傭兵，受僱於東條夫人，主持真相為殺手培訓組織的「綠之船」。其實是為了遭暗殺死亡的女友，計畫進入東條家復仇。後來被明欣所吸引，雖然與之敵對，但仍以自己的方式守護她。在最初的故事中並不存在，是作者田村由美決定重畫後才加入的人物。

### 東條家
東條老爺(配音員：柴田秀勝)
稱霸關東的富豪，伊織的生父，當年與身為女傭的伊織母親相戀而未得善果，得知自己命不長後，迎回伊織作為繼承人，但對他的要求相當嚴苛。
東條夫人(配音員：藤田淑子)
東條老爺的正室，因自己的親生兒子不爭氣，繼承人位置被伊織奪走而懷恨在心，千方百計想陷害伊織。
青柳司(青柳 司，あおやぎ つかさ，Aoyagi Tsukasa，配音員：片石千春)
長年服侍東條家的女性，本來聽命於東條夫人謀害伊織，但最後基於對東條一脈的忠心，選擇庇護伊織而死。

### 京極家
京極月子(京極月子，きょうごく つきこ，Kyougoku Tsukiko)
17歲，京極家的千金，看上了商業聯姻對象伊織，千方百計想得到他。裝作爛漫純真的模樣，實際上是個心狠手辣的惡女，多次想對明欣不利。但仍因為是被呵護過度的溫室花朵，思維上有幾分天真與怪異。
京極老爺
月子的祖父，在關西相當有影響力的梟雄，為了孫女也為了布局關東的事業，極力逼迫伊織與月子訂婚，但也相當欣賞明欣的膽識。
悉多尼(シドニー，しとにー，Shitonii)
15歲，京極家的保鏢，擅用槍枝，性格直率的美國少年，對月子有好感，對明欣則有一點點競爭心理。

### 其他角色
巴明靜(王島 静，おうじま しずか，Oujima Shizuka，配音員：鶴弘美)
明欣的姊姊，氣勢凌人、武藝高強，擔任空服員，能隻身制服飛機上的恐怖份子集團，對妹妹十分照顧；有個記者男友。日文原名典故是日本戰國時代知名武將源義經的小妾「靜御前」。
阿海(海，かい，Kai，配音員：屋良有作)
蛋糕師傅，原為巴家的保鏢。與明靜極為親密卻非戀人關係，常陪她練武。
麻鳥九郎(麻鳥九郎，あさとり くろう，Asatori Kurou，配音員：島田敏）
義仲(伊織)的夥伴，以前是不良少年，相當講義氣，幫助了明欣脫身，自己卻被囚禁於綠之船。
風丸(風丸，かぜまる，Kazemaru)
伊織飼養的狗，後來被命令跟在明欣身旁，並多次助她脫離危機。

## OVA
僅改編至漫畫原作的第一部綠之船篇結束，但有讓明靜與阿海提前出場。
第一卷：櫻之抄(1991年10月21日)
第二卷：炎之抄(1992年1月21日)

### 製作人員
導演・音響監督：石山片明
脚本： 渡邊麻實
角色設定：奧田萬里
演出： 玉野陽美
作畫監督：後藤正行
美術監督：宮前光春
音楽：國元佳宏
製作： Animate Film

### 片尾曲
櫻之抄：「MISSING LOVER」(歌：山本實枝、作詞： 森雪之承、作曲： 関口敏行、編曲： 矢野立美)
炎之抄：「ACTION」(歌：山本實枝、作詞： 森雪之承、作曲： 関口敏行、編曲： 矢野立美)

## 音樂輯
- 咆哮女郎巴明欣 Original Album(1990年7月4日，東芝EMI)

- 咆哮女郎巴明欣 Original Image Soundtrack(1991年9月21日，Victor)

## 特別外傳集「夢之跡」
作品完結紀念的特別外傳集，收錄數篇短篇漫畫與創作花絮，因出版社未有另集結為單行本發行的計畫，在1990年8月以同人誌的形式發行。